# Автономов, Анатолий Иванович
Анато́лий Ива́нович Автоно́мов (24 февраля 1898, Иваново-Вознесенск, Владимирская губерния — 27 апреля 1968, Ташкент) — советский учёный-биолог, генетик, селекционер, педагог, профессор (1955). Член-корреспондент АН Узбекской ССР (1952). Заслуженный деятель науки УзССР (1944). Лауреат Сталинской премии (1943).
Представитель школы российских биологов, ученик Н. И. Вавилова. Основатель хлопковедческой науки в СССР. Основоположник создания и внедрения длинноволокнистых сортов хлопчатника в Средней Азии.

## Биография
Родился в семье директора Большой Ивановской мануфактуры. Окончил сельскохозяйственный факультет Иваново-Вознесенского политехнического института.
С 1924 года работал на Туркестанской селекционной станции в Ташкенте.
В 1926—1933 годах возглавлял селекционную станцию в г. Байрам-Али (Туркменистан).
В 1933—1955 годах работал в НИИ Селекции и семеноводства хлопчатника.
В 1951—1958 годах — проректор, с 1950 — заведующий кафедрой Ташкентского сельскохозяйственного института.
Умер 27 апреля 1968 года. Похоронен на Боткинском кладбище в Ташкенте.

### Семья
- Сын ─ Александр (1926─1976), доктор наук, профессор, селекционер хлопчатника.
  - Внук ─ Виктор, профессор, доктор сельскохозяйственных наук.
- Сын ─ Анатолий (1938─2001), кандидат сельскохозяйственных наук, доцент ТИИМСХ.
  - Внук ─ Вадим, доцент, кандидат сельскохозяйственных наук.
- Сын ─ Вадим (1942—2000), доктор сельскохозяйственных наук лауреат Государственной премии им. Беруний. Автор сортов хлопчатника С — 6524, Наманган — 77 и 88, Сурхан — 9.

## Научная деятельность
Впервые вывел новые оригинальные сорта хлопчатника типа си-айленд с длиной волокна 47-50 мм, скороспелее и урожайнее оригинальных Египетских, впервые вовлекал в гибридизацию перуанский хлопчатник, создал высокоустойчивые к заболеванию фузариозным вилтом новые сорта G. barbadenzy. L. обладающих крупной коробочкой.
Создал одну из первых крупных научных школ ученых-генетиков, селекционеров, семеноводов. Под его руководством успешно завершили свою работу 47 кандидатов и докторов наук. В их числе ученые с мировым именем, как академики С. Х. Юлдашев, С. С. Садыков, Д. А. Мусаев.
Изобретатель. Имел семь авторских свидетельств на выведенные им и внедренные в производство сорта тонковолокнистого хлопчатника.
Общественный деятель. Избирался депутатом Верховного Совета УзССР 2-созыва.

## Награды
- Сталинская премия II степени (22 марта 1943) — за выведение высокоурожайных и скороспелых сортов египетского хлопчатника
- Орден Ленина (1956, 1959)
- Орден Трудового Красного Знамени (8 июля 1937) — за выдающиеся успехи в деле создания и разведения новых высокоурожайных длинноволокнистых сортов хлопка
- Орден Красной Звезды
- медали СССР